# Шпика, Владимир Иванович
Владимир Иванович Шпика (19 августа 1941 — 1 ноября 2019) — советский и российский военачальник. Заместитель командующего 30-й воздушной армии. Участник боевых действий в Афганистане. Генерал-майор.

## Биография
Родился 19 августа 1941 года в г. Апшеронске Краснодарского края.
В 1958 году окончил 10 классов.

### Образование
- 1961 год Ачинское военное авиационное инженерное училище
- 1975 год Военно-воздушная академия имени Ю. А. Гагарина

### Служба в армии
В 1958 году поступил и в 1961 году окончил Ачинское военное авиационное инженерное училище. С 1961 по 1971 год служил в авиационных частях.
В 1975 году окончил Военно-воздушную академию им. Ю. А. Гагарина с золотой медалью. 
С 1975 по 1983 год служил в авиационных частях и соединениях. 
С 1983 по 1985 год принимал участие в боевых действиях в составе 40-й ОА в Республике Афганистан в должности заместителя командующего ВВС 40-й ОА. 
В 1985 году проходил службу в 17-й воздушной армии в г. Киеве, затем в Ставке Юго-Западного направления в г. Кишинёве.
С апреля по сентябрь 1986 г. принимал участие в ликвидации аварии на Чернобыльской АЭС. 
С 1989 по 1995 год — заместитель командующего 30-й воздушной армией Верховного Главнокомандования. В 1995 году 30-я воздушная армия была расформирована. 
В 1995 году генерал-майор В. И. Шпика уволен в запас из рядов ВС РФ.

### После службы
Проживал в Краснодаре. Военный пенсионер. С 2012 года являлся Инспектор Группы инспекторов Объединённого стратегического командования Южного военного округа Министерства обороны Российской Федерации.
Умер 1 ноября 2019 года в возрасте 78 лет.

## Семья
- жена: Сапронова Татьяна Николаевна
- дети: Сапронов Алексей Владимирович, Шпика Иван Владимирович

## Знаки отличия
- Орден Мужества[2]
- Орден Красной Звезды
- Орден Красной Звезды
- Орден «За службу Родине в Вооружённых Силах СССР» 2 степени
- Орден «За службу Родине в Вооружённых Силах СССР» 3 степени
- Юбилейная медаль «Двадцать лет Победы в Великой Отечественной войне 1941—1945 гг.»
- Медаль «За укрепление боевого содружества»
- Юбилейная медаль «300 лет Российскому флоту»
- Юбилейная медаль «50 лет Вооружённых Сил СССР»[3]
- Юбилейная медаль «60 лет Вооружённых Сил СССР»[4]
- Юбилейная медаль «70 лет Вооружённых Сил СССР»[5]
- Медаль «За безупречную службу» I степени
- Медаль «За безупречную службу» II степени
- Медаль «За безупречную службу» III степени
- Медаль «За ратную доблесть»
- Нагрудный знак «Воину-интернационалисту»

и др.
- Имеет награды других ведомств
- Нагрудный знак «100-й военный парад» 7 ноября 1972 года
- Иностранные награды.
- Медаль «Воину-интернационалисту от благодарного афганского народа»